# Moby Dick (mini-série)
Pour les articles homonymes, voir Moby Dick (homonymie).
Moby Dick est une mini-série américaine et australienne en deux épisodes de 90 minutes, réalisée par Franc Roddam, basée sur le roman éponyme de Herman Melville, et diffusée les 15 et 16 mars 1998 sur USA Network et en Australie sur Nine Network.
Au Québec, la mini-série a été diffusée les 8 et 9 janvier 2000 à Télé-Québec, et en France sur NRJ12. Elle reste inédite dans les autres pays francophones.

## Synopsis
Produit par Francis Ford Coppola, ce film pour la télévision conte l'aventure d'Ismaël, un jeune marin engagé à bord d'un imposant baleinier, le Péquod. Il va vite découvrir que ce voyage n'a rien d'ordinaire car le navire est dirigé par le Capitaine Achab, un homme redoutable obsédé par la quête d'une gigantesque baleine blanche responsable de l'amputation de sa jambe droite…

## Fiche technique
- Réalisateur : Franc Roddam
- Scénario : Franc Roddam et Anton Diether, d'après le roman d'Herman Melville
- Photographie : David Connell
- Musique : Christopher Gordon
- Durée : 180 minutes

## Distribution
- Patrick Stewart : Capitaine Achab
- Henry Thomas (VF : Alexandre Gillet) : Ismaël
- Ted Levine (VF : Guy Chapellier) : Starbuck
- Bruce Spence : Elijah
- Hugh Keays-Byrne : Stubb
- Robin Cuming : Peter Coffin
- Shane Feeney-Connor (en) : Mr Flask
- Piripi Waretini : Queequeg
- Norman D. Golden II (en) : Pip
- Gregory Peck : Père Mapple
- Dominic Purcell : Bulkington

 Source et légende : version française (VF) sur RS Doublage